# Niillas Holmberg
Niillas Holmberg, född 2 juli 1990 i Utsjoki i Finland, är en samisk poet, folkmusiker, skådespelare, aktivist och programledare på finska, bosatt i Utsjoki.
Niillas Holmberg har gett ut ett antal samiska diktsamlingar varav en, Amas amas amasmuvvat (2013), är översatt till norska och en, The way back (2016), har dikterna parallellt översatta till engelska. Diktsamlingen ROAĐĐI (2016) med dikter av Niillas Holmberg och Inger-Mari Aikio är på 3 parallella språk: Sámi, spanska och engelska. Juolgevuođđu med illustrationer av den samiska artisten Inga-Wiktoria Påve gavs ut 2018 av DAT förlag. 2019 kom Jalkapohja på Gummerus förlag.
Dessutom har han gett ut en finsk diktsamling, samt två album tillsammans med den finska musikern Roope Mäenpää. 
I Ole Jan Mykleburts produktion Nordic Namgar samarbetar Holmberg med sångerskan Namgar Lhasaranova från Burjatien i Mongoliet. Konserten finns utgiven på album.
Holmberg har spelat i bland annat Beaivváš Sámi Našunálateáhter i Kautokeino i Norge och varit programledare i det samiska barnprogrammet Unna Junná sedan 2009. Tillsammans med Ida Länsman har Holmberg spelat in ett album med barnvisor tonsatta av Inger-Mari Aikio-Arianaick; Ima hutkosat (2010).
 
I februari 2014 skapade Holmberg en låt tillsammans med den svenska gruppen Deportees i Sameradions programserie Sápmi Sessions.
Holmbergs musikaliska samarbete har också resulterat i gruppen YLVAs debutalbum Ylva från 2016 med elektronisk musik. I YLVA ingår förutom Holmberg, musikerna Stefan Kvarnström, Antero Priha och Asko Keränen.
Holmberg nominerades till Nordiska rådets litteraturpris 2015 för diktsamlingen amas amas amasmuvvat och 2020 för Juolgevuođđu
Han har mottagit ett antal övriga priser och utmärkelser, exempelvis 2016 "Jagi sápmelaš 2016", "Årets same" i Finland.

## Diskografi
- Ima hutkosat (2010)
- Manin guottán girjji fárus (2011)
- Assimilašuvdna blues (2014)
- Nordic Namgar (2014)
- Ylva" (2016)